# Chacarita (Los Ríos)
Chacarita ist eine Ortschaft und eine Parroquia rural („ländliches Kirchspiel“) im Kanton Ventanas der ecuadorianischen Provinz Los Ríos. Die Parroquia besitzt eine Fläche von 67,32 km². Die Einwohnerzahl lag im Jahr 2014 bei 2307.

## Lage
Die Parroquia Chacarita liegt in der Tiefebene westlich der Anden. Das Gebiet hat eine Längsausdehnung in Ost-West-Richtung von 15 km. Der Río Oncebí fließt entlang der nördlichen Verwaltungsgrenze nach Westen und mündet im Westen der Parroquia in den Río Zapotal. Im Südosten der Parroquia verläuft ein Ausläufer der Anden in Ost-West-Richtung. Dieser erreicht im Cerro El Pailon an der südlichen Verwaltungsgrenze eine Höhe von 1120 m. Der etwa 40 m hoch gelegene Hauptort Chacarita befindet sich am linken Flussufer des Río Oncebí 13 km nordöstlich vom Kantonshauptort Ventanas. Eine 7 km lange Nebenstraße verbindet den Ort Chacarita mit der weiter westlich verlaufenden Fernstraße E25 (Quevedo–Babahoyo).
Die Parroquia Chacarita grenzt im Westen und im Norden an die Parroquia Zapotal, im Osten und im Südosten an den Kanton Echeandía (Provinz Bolívar) sowie im Süden an die Parroquia Los Ángeles.

## Geschichte
Die Parroquia Chacarita wurde am 11. Juli 2011 gegründet. Zuvor gehörte das Gebiet zur Parroquia Zapotal.